# CS 도크 수드
클루브 스포르티보 도크 수드(스페인어: Club Sportivo Dock Sud)는 그란부에노스아이레스 도크 수드를 연고로 하는 아르헨티나의 축구 클럽이다. 현재 아르헨티나 축구 리그 시스템에서 3부 리그에 해당하는 프리메라 B에 참가하고 있다.

## 역사
1914년에 클루브 아틀레티코 도크 수드(Club Atlético Dock Sud)란 명칭의 클럽이 창단되었으나 곧 해체되었다. 이후 1916년에 같은 인원들이 새로운 클럽인 "스포르티보 도크 수드(Sportivo Dock Sud)"를 창단하여 현재까지 이어지고 있다.
도크 수드는 아마추어 시절 아르헨티나 축구의 최상위 리그인 프리메라 디비시온에서 뛰었다. 1922년부터 1926년까지 프리메라 디비시온에 머물렀으며, 1924년에는 3위를 기록하였다. 1933년과 1934년 AAF 아마추어 리그에 참가하면서 1부 리그로 복귀했다.
도크 수드의 가장 훌륭한 업적은 1933년에 이룬 아마추어 AAF 리그 우승이었다. 이 팀은 프로로 전향한 이후 몇 번의 하위 리그 타이틀 외에는 거의 성공을 거두지 못했다. 2011년 5월, 도크 수드는 2010-11 시즌 우승 후 프리메라 C로 승격하면서 새로운 타이틀을 얻었으며 2021 시즌에 프리메라 C를 우승하며 또 하나의 타이틀을 기록하였다.

## 성적
- 프리메라 디비시온 (1): 1933
- 프리메라 B (2): 1921, 1932
- 프리메라 C (1): 2021
- 프리메라 D (2): 1984, 2010–11